# Rondador

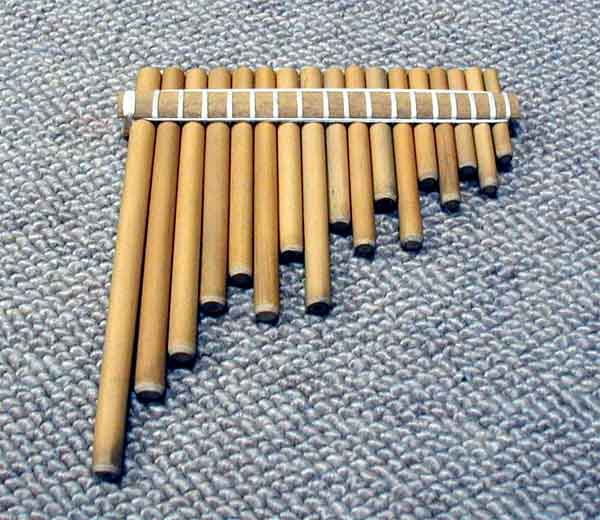
Rondador.

Le rondador est un ensemble de flûtes de Pan en roseau à accords qui produit deux sons simultanément. Il se compose de morceaux de canne, placés côte à côte par ordre de taille et fermés à une extrémité, et se joue en soufflant sur le dessus de l'instrument. Le rondador est considéré comme l'instrument national de l'Équateur.